# Marko Bulajić
Marko Bulajić (? – Našice, 17. ožujka 1718.) je bio hrvatski katolički svećenik iz reda franjevaca i organizator crkvenog školstva.

## Životopis
U Jarčinu je bio župnik od 1685. do 1690., a zatim župnik i samostanski starješina u Budimu od 1694. do 1696. i Našicama od 1703. do 1705. godine. Od 1699. do 1705. bio je tajnik provincije Bosne Srebrene te je kasnije kao njezin provincijal (1705.–1708.) osnovao je 1705. godine filozofsko učilište u Slavonskoj Požegi. Dvije godine nakon osnovao je filozofsko učilište u Osijeku i 1708. gramatičku školu u Našicama za srednjoškolsku izobrazbu franjevačkoga pomlatka u Slavoniji i Bosni.
Od 1708. do 1711. bio je nadstojnik svih franjevačkih škola u Slavoniji i Podunavlju. Godine 1705. dobio je od cara Josipa I. povelju kojom se franjevcima dopušta župnička služba u Slavoniji i Podunavlju.

### Članci
- Hoško, Franjo Emanuel. 1989. Bulajić, Marko. Hrvatski biografski leksikon. Zagreb.  journal zahtijeva |journal= (pomoć)